# Dinema polybulbon

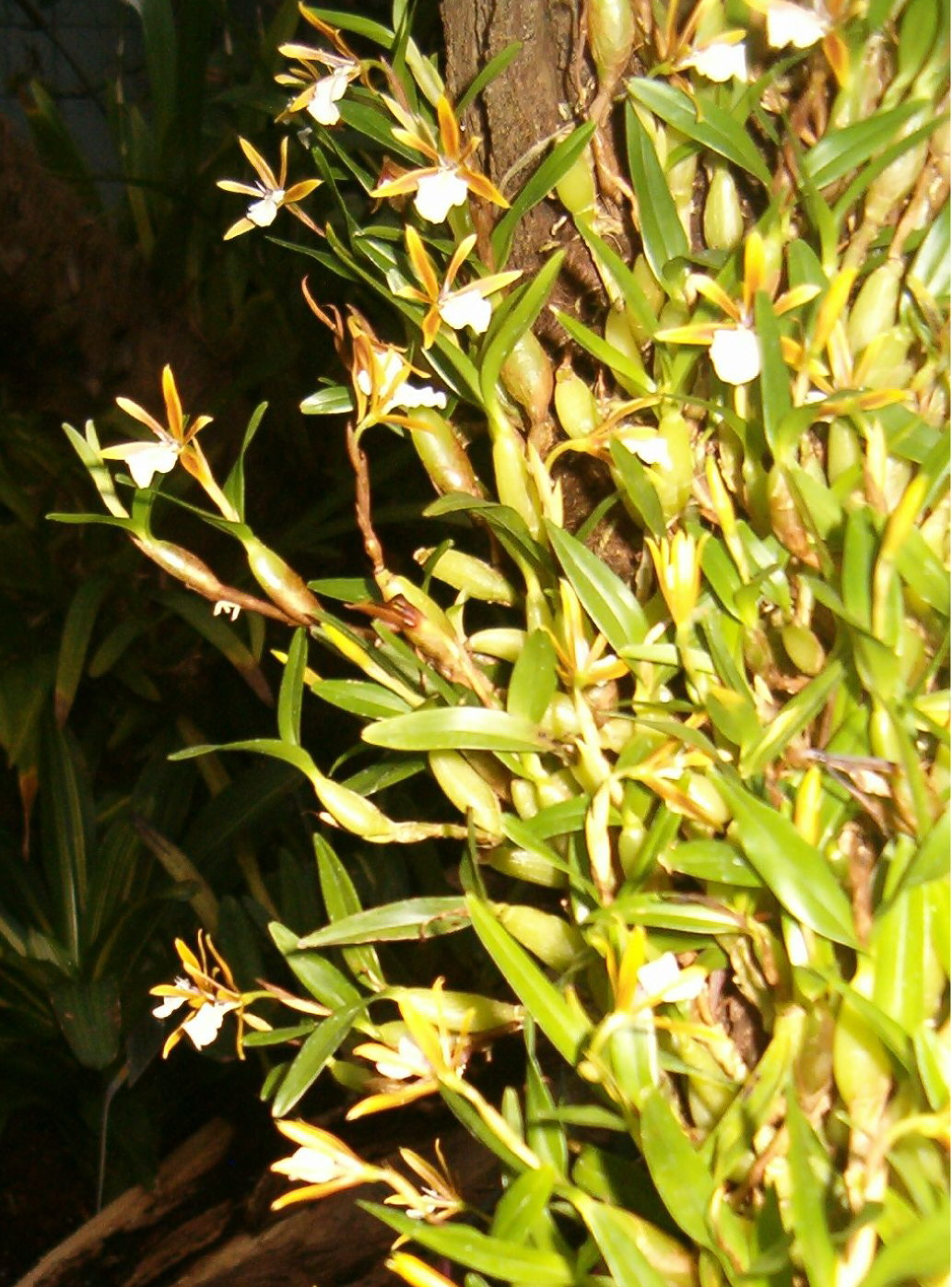
Dinema polybulbon.

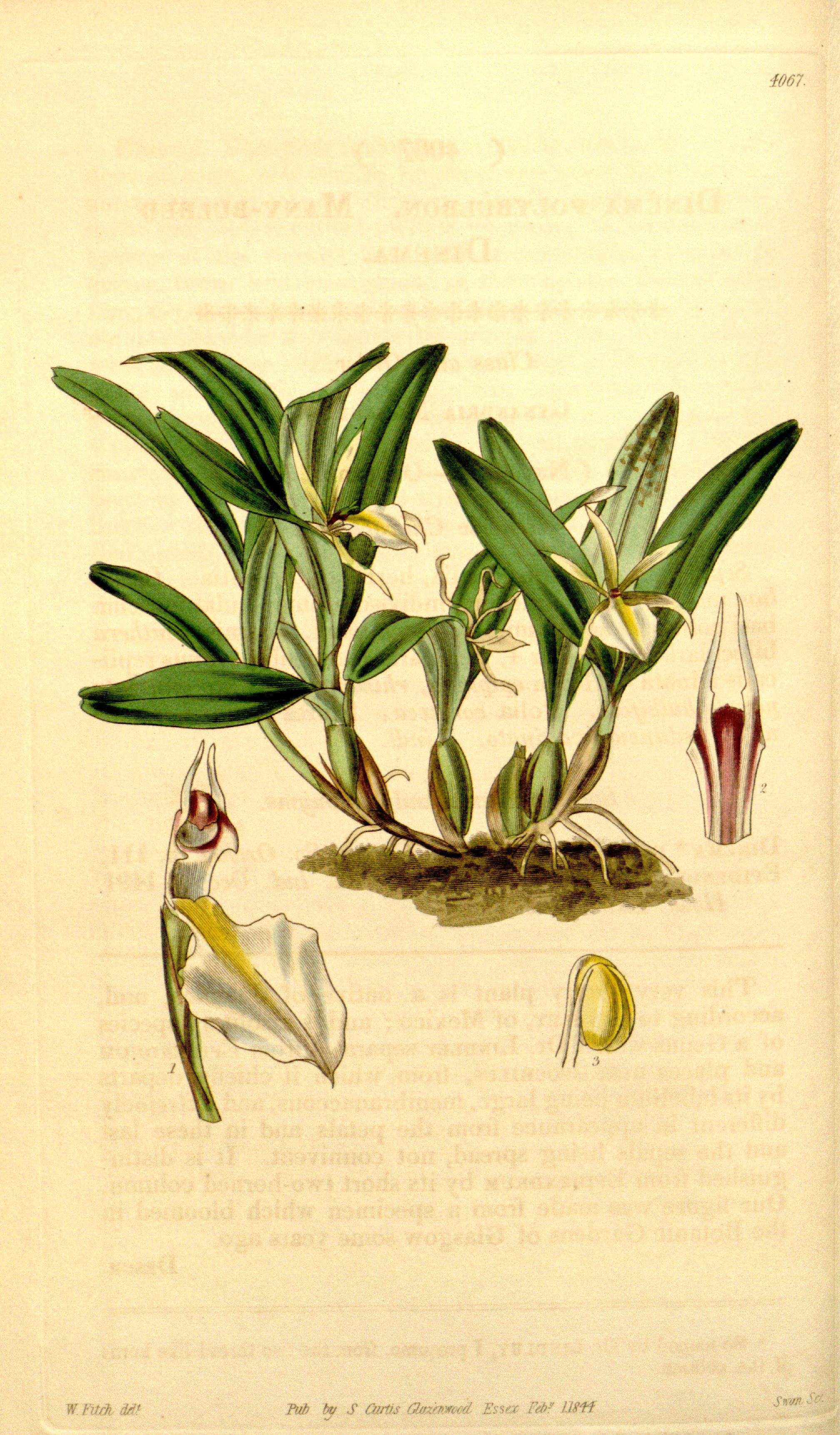
Ilustración

Dinema es un género monotípico de orquídeas epifitas. Su única especie: Dinema polybulbon (Sw.) Lindl., Gen. Sp. Orchid. Pl.: 111 (1831), es originaria de México, Centroamérica y del Caribe.

## Descripción
Son epífitas o litófitas; con pseudobulbos de 10 mm de largo y 6 mm de ancho, distanciados 1–1.5 cm en el rizoma rastrero, ligeramente comprimidos, de color verde-amarillentos, apicalmente bi-foliados. Las hojas tienen 15 mm de largo y 8 mm de ancho, son obtusas, emarginadas, verde brillantes. La inflorescencia es uniflora o raras veces con 2 flores, terminal, las flores de 15 mm de diámetro, los sépalos y los pétalos café-amarillentos, el labelo blanco hasta blanco-amarillento con la uña amarilla, la columna es blanca con manchas purpúreas; los sépalos de 9 mm de largo y 2 mm de ancho, cortamente acuminados; los pétalos de 9 mm de largo y 1.5 mm de ancho; el labelo simple, de 9 mm de largo y 6 mm de ancho, unguiculado, adnado a la base de la columna, con el disco dilatado y con bordes undulados, uña engrosada de 2 mm de ancho; la columna de 5 mm de largo, con 2 prolongaciones conspicuas en el ápice, la antera es terminal, polinios 4; ovario de 15 mm de largo, pedicelado. Los frutos son cápsulas elipsoides.

## Hábitat
Es una especie poco común, se encuentra en los bosques mixtos húmedos, a una altitud de 1000–1400 metros; florece en noviembre, y fructifica en agosto.

## Distribución
Se distribuye por México, Belice, El Salvador, Guatemala, Honduras, Nicaragua, Cuba y Jamaica.

## Taxonomía
Esta especie puede reconocerse por el tamaño pequeño, las flores solitarias relativamente grandes, el labelo blanco hasta blanco-amarillento y simple y las prolongaciones en forma de cornículos de la columna. Es un género monotípico.
Dinema polybulbon fue descrita por (Sw.) Lindl. y publicado en The Genera and Species of Orchidaceous Plants 111. 1831.
Sinonimia
- Epidendrum polybulbon Sw., Prodr.: 124 (1788).
- Encyclia polybulbon (Sw.) Dressler, Brittonia 13: 265 (1961).
- Bulbophyllum occidentale Spreng., Syst. Veg. 3: 732 (1826).
- Epidendrum polybulbon var. luteoalbum Miethe, Orchis 8: 33 (1914).
- Epidendrum cubincola Borhidi, Acta Bot. Acad. Sci. Hung. 22: 295 (1976 publ. 1977).
- Dinema cubincola (Borhidi) H.Dietr., Wiss. Z. Friedrich-Schiller-Univ. Jena, Math.-Naturwiss. Reihe 29: 524 (1980).[1]